# Zwitserland op de Olympische Winterspelen 2006
Tijdens de Olympische Winterspelen van 2006 die in Turijn werden gehouden nam Zwitserland voor de 20e keer deel en is daarmee een van de twaalf landen die aan alle Winterspelen heeft deelgenomen.
Er werden vijf gouden, vier zilveren en vijf bronzen medailles behaald in zeven takken van sport en eindigde daar mee op de achtste plaats in het medailleklassement. Zwitserland werd door 130 deelnemers vertegenwoordigd op deze editie, 125 ervan namen deel in de dertien takken van sport. Het aantal deelnemers was een record voor de Zwitsers. Dit kwam mede door de deelname van zowel de mannen als de vrouwen ijshockeyploeg.
De vlag werd gedragen door snowboarder Philipp Schoch die in 2002 olympisch kampioen werd op de parallelreuzenslalom. In 2006 prolongeerde hij deze titel.
De bobsleeërs Martin Annen en Beat Hefti wonnen brons in de 2-mansbob en 4-mansbob en brachten hun totaal daarmee op drie olympische medailles, in 2002 behaalden ze ook de bronzen medaille in de 2-bob.
Ook de curlingster Mirjam Ott (zilver in 2002) en skeletonner Gregor Stähli (brons in 2002) behaalden hun tweede olympische medaille.

## Medailleoverzicht
| Winnaar                            | Onderdeel                         |
| ---------------------------------- | --------------------------------- |
| Goud (5)                           |                                   |
| Evelyne Leu                        | Freestyleskiën, Aerials           |
| Maya Pedersen-Bieri                | Skeleton, Dames                   |
| Tanja Frieden                      | Snowboarden, Cross                |
| Philipp Schoch                     | Snowboarden, Parallelreuzenslalom |
| Daniela Meuli                      | Snowboarden, Parallelreuzenslalom |
| Zilver (4)                         |                                   |
| Martina Schild                     | Alpineskiën, Afdaling             |
| Stéphane Lambiel                   | Kunstrijden, Mannen individueel   |
| Simon Schoch                       | Snowboarden, Parallelreuzenslalom |
| Ott, Beeli, Spälty, Moser, Kormann | Curling, Dames team               |
| Brons (5)                          |                                   |
| Bruno Kernen                       | Alpineskiën, Afdaling             |
| Ambrosi Hoffmann                   | Alpineskiën, Super G              |
| Gregor Stähli                      | Skeleton, Heren                   |
| Annen, Hefti                       | Bobsleeën, tweebob                |
| Annen, Hefti, Lamparter, Grand     | Bobsleeën, vierbob                |

## Prestaties van alle deelnemers

### Alpineskiën
Mannen gecombineerd
| Naam              | Afdaling | Slalom run 1   | Slalom run 2 | Totaal  | Rank      |
| ----------------- | -------- | -------------- | ------------ | ------- | --------- |
| Daniel Albrecht   | 1:40.47  | 45.31          | 44.95        | 3:10.73 | 4e plaats |
| Marc Berthod      | 1:41.24  | 45.21          | 44.77        | 3:11.22 | 7e plaats |
| Didier Defago     | 1:38.68  | Niet gefinisht | -            | -       | -         |
| Silvan Zurbriggen | 1:41.08  | Niet gefinisht | -            | -       | -         |

Mannen Afdaling
| Naam                | Tijd    | Rank       |
| ------------------- | ------- | ---------- |
| Bruno Kernen        | 1:49.82 | Brons      |
| Tobias Grünenfelder | 1:50.44 | 12e plaats |
| Ambrosi Hoffmann    | 1:50.72 | 17e plaats |
| Didier Defago       | 1:51.51 | 26e plaats |

Mannen Reuzenslalom
| Naam            | Run 1          | Run 2   | Totaal  | Rank       |
| --------------- | -------------- | ------- | ------- | ---------- |
| Didier Defago   | 1:18.03        | 1:19.57 | 2:37.60 | 14e plaats |
| Marc Berthod    | 1:19.05        | 1:19.20 | 2:38.25 | 17e plaats |
| Didier Cuche    | 1:19.08        | 1:20.25 | 2:39.33 | 19e plaats |
| Daniel Albrecht | Niet gefinisht | -       | -       | -          |

Mannen slalom
| Naam              | Run 1 | Run 2          | Totaal  | Rank       |
| ----------------- | ----- | -------------- | ------- | ---------- |
| Marc Berthod      | 56.22 | 49.78          | 1:46.00 | 14e plaats |
| Silvan Zurbriggen | 55.17 | 50.93          | 1:46.10 | 15e plaats |
| Daniel Albrecht   | 55.33 | Niet gefinisht | -       | -          |

Mannen Super-G
| Naam            | Tijd    | Rank       |
| --------------- | ------- | ---------- |
| Ambrosi Hoffman | 1:30.98 | Brons      |
| Didier Cuche    | 1:31.50 | 12e plaats |
| Didier Defago   | 1:31.90 | 16e plaats |
| Bruno Kernen    | 1:31.95 | 18e plaats |

Dames gecombineerd
| Naam                  | Afdaling     | Slalom run 1 | Slalom run 2 | Totaal | Rank |
| --------------------- | ------------ | ------------ | ------------ | ------ | ---- |
| Fraenzi Aufdenblatten | Niet gestart | 41.22        | 47.23        | -      | -    |

Dames Afdaling
| Naam                  | Tijd    | Rank       |
| --------------------- | ------- | ---------- |
| Martina Schild        | 1:56.86 | Zilver     |
| Nadia Styger          | 1:57.62 | 5e plaats  |
| Fraenzi Aufdenblatten | 1:57.96 | 12e plaats |
| Sylviane Berthod      | 1:58.36 | 14e plaats |

Dames Reuzenslalom
| Naam                  | Run 1   | Run 2   | Totaal  | Rank       |
| --------------------- | ------- | ------- | ------- | ---------- |
| Fraenzi Aufdenblatten | 1:03.46 | 1:09.16 | 2:12.62 | 16e plaats |
| Nadia Styger          | 1:01.87 | 1:12.58 | 2:14.45 | 24e plaats |

Dames Super-G
| Naam                  | Tijd    | Rank       |
| --------------------- | ------- | ---------- |
| Martina Schild        | 1:33.33 | 6e plaats  |
| Sylviane Berthod      | 1:34.00 | 15e plaats |
| Fraenzi Aufdenblatten | 1:34.10 | 17e plaats |
| Nadia Styger          | 1:35.57 | 35e plaats |

### Biatlon
Mannen 10 km sprint
| Naam               | Gemiste kogels | Totaal  | Totaal rank |
| ------------------ | -------------- | ------- | ----------- |
| Matthias Simmen    | 3              | 28:56.3 | 45e plaats  |
| Simon Hallenbarter | 5              | 30:05.7 | 67e plaats  |

Mannen 12.5 km achtervolging
| Naam            | Gemiste kogels | Totaal  | Totaal rank |
| --------------- | -------------- | ------- | ----------- |
| Matthias Simmen | 3              | +2:48.6 | 24e plaats  |

Mannen 20 km individueel
| Naam               | Gemiste kogels | Totaal    | Totaal rank |
| ------------------ | -------------- | --------- | ----------- |
| Matthias Simmen    | 5              | 1:01:04.9 | 51e plaats  |
| Simon Hallenbarter | 8              | 1:04:37.0 | 77e plaats  |

### Bobsleeën
| Mannen: - Martin Annen (stuurman) - Beat Hefti 1. Heat 1 - 55.54 (2e plaats) 2. Heat 2 -1:51.21 (3e plaats) 3. Heat 3 - 2:47.39 (3e plaats) 4. Totaal - 3:43.73 - Ivo Rüegg (stuurman) - Cédric Grand 1. Heat 1 - 55.85 (8e plaats) 2. Heat 2 - 1:51.59 (7e plaats) 3. Heat 3 - 2:47.96 (8e plaats) 4. Totaal - 3:44.86 8e plaats Dames: - Maya Bamert (stuurman) - Martina Feusi 1. Heat 1 - 57.72 (7e plaats) 2. Heat 2 - 1:55.50 (8e plaats) 3. Heat 3 - 2:53.50 (7e plaats) 4. Totaal - 3:52.04 (8e plaats) - Sabina Hafner - Cora Huber 1. Heat 1 - 57.86 (9e plaats) 2. Heat 2 - 1:57.38 (10e plaats) 3. Heat 3 - 2:54.51 (11e plaats) 4. Totaal - 3:52.86 (10e plaats) | Mannen: - Martin Annen (stuurman) - Beat Hefti - Thomas Lamparter - Cédric Grand - Ivo Rüegg (stuurman) - Andy Gees - Roman Handschin - Christian Aebli | Mannen: - Martin Galliker (reserve stuurman) - Einar Schaufelberger (reserve runner) - Regula Sterki |

### Langlaufen
- Seraina Mischol
- Laurence Rochat
- Reto Burgermeister
- Christoph Eigenmann
- Remo Fischer
- Natascia Leonardi Cortesi
- Toni Livers

### Curling
| CC St. Galler Bär: - Ralph Stöckli (Skip) - Claudio Pescia (Derde) - Pascal Sieber (Tweede) - Simon Strübin (Leider) - Marco Battilana (Reserve) 1. Totaal - 5e plaats | CC Flims: - Mirjam Ott (Skip) - Binia Beeli (Derde) - Valeria Spälty (Tweede) - Michèle Moser-Knobel (Leider) - Manuela Kormann (Reserve) 1. Totaal - |

### Kunstrijden
- Stéphane Lambiel
  1. Korte kür - 79.04 (3e plaats)
  2. Vrije kür - 152.17 (4e plaats)
  3. Totaal - 231.21 ()
- Jamal Othman
  1. Korte kür - 52.18 (27e plaats)
- Sarah Meier
  1. Korte kür - 55.57 (10e plaats)
  2. Vrije kür - 100.56 (8e plaats)
  3. Totaal - 156.13 (8e plaats)

### Freestyleskiën
Dames aerials
- Evelyne Leu
  1. Sprong 1 - 94.62 (5e plaats)
  2. Sprong 2 - 107.93 (1e plaats)
  3. Totaal - 202.55
- Manuela Müller
  1. Sprong 1 - 73.49 (9e plaats)
  2. Sprong 2 - 85.65 (6e plaats)
  3. Totaal - 159.14 (7e plaats)
- Thomas Lambert
- Renato Ulrich
- Christian Kaufmann (wissel)

### IJshockey
Mannen competitie:
Keepers:
- David Aebischer (Colorado Avalanche), Marco Bührer (SC Bern), Martin Gerber (Carolina Hurricanes)

Verdediging:
- Goran Bezina (HC Servette Genève), Severin Blindenbacher (ZSC Lions), Beat Forster (ZSC Lions) Steve Hirschi (HC Lugano), Olivier Keller (EHC Basel), Mathias Seger (ZSC Lions), Mark Streit (Montreal Canadiens), Julien Vauclair (HC Lugano)

Aanval:
- Flavien Conne (HC Lugano), Patric Della Rossa (EV Zug), Paul DiPietro (EV Zug), Patrick Fischer (EV Zug), Sandy Jeannin (HC Lugano), Marcel Jenni (Kloten Flyers), Romano Lemm (Kloten Flyers), Thierry Paterlini (ZSC Lions), Martin Plüss (Frölunda HC), Kevin Romy (HC Lugano), Ivo Rüthemann (SC Bern), Adrian Wichser (ZSC Lions)
- Thomas Ziegler (SC Bern)

Dames competitie:
Keepers:
- Patricia Elsmore-Sautter (Roseau/USA), Florence Schelling (GCK Lions)

Verdediging:
- Nicole Bullo (HC Lugano), Angela Frautschi (DHC Langenthal), Ramona Fuhrer (DHC Lyss), Ruth Künzle (HC Lugano), Monika Leuenberger (EV Zug), Julia Marty (EV Zug), Prisca Mosimann (DHC Langenthal)

Aanval:
- Silvia Bruggmann (EV Zug), Sandra Cattaneo (EHC Illnau-Effretikon), Daniela Diaz (EV Zug), Kathrin Lehmann (Lady Kodiaks Kornwestheim), Jeanette Marty (EV Zug), Stefanie Marty (EV Zug), Christine Meier (EHC Illnau-Effretikon), Sandrine Ray (HC Lugano), Rachel Rochat (Needham/USA), Laura Ruhnke (HC Lugano), Tina Schumacher (DHC Lyss)

### Rodelen
Mannen individueel
| Naam            | Run 1  | Run 2  | Run 3  | Run 4  | Totaal   | Totaal rank |
| --------------- | ------ | ------ | ------ | ------ | -------- | ----------- |
| Stefan Hoehener | 52.459 | 51.989 | 52.124 | 52.212 | 3:28.784 | 15e plaats  |

Dames individueel
| Naam           | Run 1  | Run 2  | Run 3  | Run 4  | Totaal   | Totaal rank |
| -------------- | ------ | ------ | ------ | ------ | -------- | ----------- |
| Martina Kocher | 47.548 | 47.410 | 47.276 | 47.357 | 3:09.591 | 9e plaats   |

### Noordse combinatie
Individueel Gundersen 15 km
| Naam              | 1e ronde | Totaal ronde | Sprong totaal | 15 km                        | Totaal rank |
| ----------------- | -------- | ------------ | ------------- | ---------------------------- | ----------- |
| Seppi Hurschler   | 106.5    | 104.5        | 211.0         | 39:52.4 (3:33.8 achterstand) | 22e plaats  |
| Andreas Hurschler | 98.0     | 95.5         | 193.5         | 38:45.9 (3:37.3 achterstand) | 23e plaats  |
| Ronny Heer        | 106.0    | 107.5        | 213.5         | 40:11.0 (3:42.4 achterstand) | 24e plaats  |
| Ivan Rieder       | 116.5    | 113.5        | 230.0         | 41:48.6 (4:14.0 achterstand) | 27e plaats  |

Grote schans sprint
| Naam              | LH Sprong    | Sprint 7.5 km                 | Totaal rank |
| ----------------- | ------------ | ----------------------------- | ----------- |
| Ronny Heer        | 105.6 punten | 18:17.7 (+1:08.7 achterstand) | 20e plaats  |
| Andreas Hurschler | 98.1 punten  | 17:51.6 (+1:12.6 achterstand) | 21e plaats  |
| Seppi Hurschler   | 105.3 punten | 18:29.4 (+1:22.4 achterstand) | 24e plaats  |
| Ivan Rieder       | 105.5 punten | 19:21.0 (+2:13.0 achterstand) | 36e plaats  |

Team
| Naam              | 1e ronde | Totaal ronde | Sprong totaal | 4x5 km                       | Totaal rank |
| ----------------- | -------- | ------------ | ------------- | ---------------------------- | ----------- |
| Ronny Heer        | 111.5    | 100.5        | 212.0         | 11:42.5                      |             |
| Jan Schmid        | 112.8    | 109.4        | 222.2         | 13:23.0                      |             |
| Andreas Hurschler | 103.1    | 90.3         | 193.4         | 12:02.5                      |             |
| Ivan Rieder       | 100.1    | 111.9        | 212.0         | 12:52.9                      |             |
| Team Totaal       | 427.5    | 412.1        | 839.6         | 51:14.9 (1:22.3 achterstand) | 4e plaats   |

### Skeleton
Mannen skeleton
| Naam          | Run 1 | Run 2 | Totaal  | Totaal rank |
| ------------- | ----- | ----- | ------- | ----------- |
| Gregor Stähli | 58.39 | 58.41 | 1:56.80 | Brons       |

Dames skeleton
| Naam                | Run 1    | Run 2    | Totaal   | Totaal rank |
| ------------------- | -------- | -------- | -------- | ----------- |
| Maya Pedersen-Bieri | 59.64    | 01:00.19 | 01:59.83 | Goud        |
| Tanja Morel         | 01:00.85 | 01:01.65 | 02:02.50 | 7e plaats   |

### Schansspringen
Mannen grote schans individueel
|                    |                          | Totaal ronde Sprongs |              |              |             |
| Naam               | Kwalificatie             | 1e ronde             | Totaal ronde | Totaal       | Totaal rank |
| Andreas Küttel     | 132.6 punten (Voorronde) | 120.0 punten         | 119.1 punten | 239.1 punten | 6e plaats   |
| Michael Moellinger | 91.3 punten              | 104.9 punten         | 120.0 punten | 224.9 punten | 13e plaats  |
| Simon Ammann       | 111.7 punten             | 104.4 punten         | 113.6 punten | 218.0 punten | 15e plaats  |
| Guido Landert      | 74.4 punten              | 85.3 punten          | -            | -            | 37e plaats  |

Mannen kleine schans individueel
|                    |                          | Totaal ronde Sprongs |              |              |             |
| Naam               | Kwalificatie             | 1e ronde             | Totaal ronde | Totaal       | Totaal rank |
| Andreas Küttel     | 134.5 punten (Voorronde) | 133.5 punten         | 129.0 punten | 262.5 punten | 5e plaats   |
| Michael Moellinger | 127.0 punten             | 126.5 punten         | 122.5 punten | 249.0 punten | 13e plaats  |
| Simon Ammann       | 106.0 punten             | 107.0 punten         | -            | -            | -           |
| Guido Lander       | 116.0 punten             | 97.0 punten          | -            | -            | -           |

Mannen grote schans team Sprong
| Naam               | 1e ronde      | Totaal ronde  | Totaal        | Totaal rank |
| Michael Moellinger | 107.20 punten | 108.70 punten |               |             |
| Simon Ammann       | 108.50 punten | 107.60 punten |               |             |
| Guido Landert      | 95.70 punten  | 108.60 punten |               |             |
| Andreas Küttel     | 112.80 punten | 137.80 punten |               |             |
| Totaal             | 424.20 punten | 462.70 punten | 886.90 punten | 7e plaats   |

### Snowboarden

#### Halfpipe
Mannen halfpipe
|                       | Kwalificatie | Kwalificatie | Totaal      | Totaal      |             |
| Naam                  | Run 1        | Run 2        | Run 1       | Run 2       | Totaal rank |
| Markus Keller         | 33.7 punten  | 38.3 punten  | 29.3 punten | 38.5 punten | 7e plaats   |
| Gian Simmen           | 32.0 punten  | 33.8 punten  | -           | -           | -           |
| Frederik Kalbermatten | 16.8 punten  | 30.8 punten  | -           | -           | -           |
| Therry Brunner        | 23.0 punten  | 9.2 punten   | -           | -           | -           |

Dames halfpipe
|               | Kwalificatie | Kwalificatie | Totaal      | Totaal      |             |
| Naam          | Run 1        | Run 2        | Run 1       | Run 2       | Totaal rank |
| Manuela Pesko | 7.1 punten   | 36.9 punten  | 35.9 punten | 14.2 punten | 7e plaats   |

#### Parallel reuzenslalom
Mannen parallel reuzen slalom
|                | Kwalificatie |           |          |                  |                          |                          |            |        |
| Naam           | Blauwe baan  | Rode baan | Totaal   | 1/8 Totaals      | Kwart Totaals            | Halve Totaals            | Totaals    | Rank   |
| Philipp Schoch | 35.42        | 34.41     | 01:09.83 | Heat 8 1e plaats | Kwart Totaal 4 1e plaats | Halve Totaal 2 1e plaats | Big Totaal | Goud   |
| Simon Schoch   | 33.98        | 35.40     | 01:09.38 | Heat 1 1e plaats | Kwart Totaal 1 1e plaats | Halve Totaal 1 1e plaats | Big Totaal | Zilver |
| Heinz Inniger  | 35.51        | 34.45     | 01:09.96 | Heat 5 1e plaats | Kwart Totaal 3 2e plaats | Plaatsen 5-6             | 5e plaats  |        |
| Gilles Jaquet  | 34.55        | 35.92     | 01:10.47 | Heat 3 1e plaats | Kwart Totaal 2 2e plaats | Plaats 7-8               | 8e plaats  |        |

Dames parallel reuzenslalom
|               | Kwalificatie |           |          |                  |                          |                          |            |           |
| Naam          | Blauwe baan  | Rode baan | Totaal   | 1/8 Totaals      | Kwart Totaals            | Halve Totaals            | Totaals    | Rank      |
| Daniela Meuli | 40.56        | 40.80     | 01:21.36 | Heat 6 1e plaats | Kwart Totaal 3 1e plaats | Halve Totaal 2 1e plaats | Big Totaal | Goud      |
| Ursula Bruhin | 40.74        | 40.73     | 01:21.47 | Heat 7 1e plaats | Kwart Totaal 4 2e plaats | Herkansing 2 2e plaats   | Plaats 7-8 | 7e plaats |

#### Snowboard cross
Mannen snowboard cross
|                 | Kwalificatie |         |                  |                          |               |                     |           |
| Naam            | Run 1        | Run 2   | 1/8 Totaals      | Kwart Totaals            | Halve Totaals | Totaals             | Rank      |
| Marco Huser     | 1:22.39      | 1:20.26 | Heat 8 2e plaats | Kwart Totaal 4 3e plaats | -             | Classification 9-12 | 9e plaats |
| Ueli Kestenholz | 1:23.16      | 1:22.32 | Heat 3 4e plaats | -                        | -             | -                   | -         |

Dames snowboard cross
|                | Kwalificatie |         |                          |                          |               |            |
| Naam           | Run 1        | Run 2   | Kwart Totaals            | Halve Totaals            | Totaals       | Rank       |
| Tanja Frieden  | 1:30.76      | 1:29.77 | Kwart Totaal 2 1e plaats | Halve Totaal 1 2e plaats | Big Totaal    | Goud       |
| Mellie Francon | 1:32.31      | 1:32.30 | Kwart Totaal 3 1e plaats | Halve Totaal 2 3e plaats | Kleine Totaal | 5e plaats  |
| Olivia Nobs    | 1:32.02      | 1:30.44 | Kwart Totaal 2 3e plaats | -                        | Plaats 9-12   | 11e plaats |

Albanië · Algerije · Amerikaanse Maagdeneilanden · Andorra · Argentinië · Armenië · Australië · Azerbeidzjan · België · Bermuda · Bosnië en Herzegovina · Brazilië · Bulgarije · Canada · Chili · China · Chinees Taipei · Costa Rica · Cyprus · Denemarken · Duitsland · Estland · Ethiopië · Finland · Frankrijk · Georgië · Griekenland · Groot-Brittannië · Hongarije · Hongkong · Ierland · IJsland · India · Iran · Israël · Italië · Japan · Kazachstan · Kenia · Kirgizië · Kroatië · Letland · Libanon · Liechtenstein · Litouwen · Luxemburg · Macedonië · Madagaskar · Moldavië · Monaco · Mongolië · Nederland · Nepal · Nieuw-Zeeland · Noord-Korea · Noorwegen · Oekraïne · Oezbekistan · Oostenrijk · Polen · Portugal · Roemenië · Rusland · San Marino · Senegal · Servië en Montenegro · Slovenië · Slowakije · Spanje · Tadzjikistan · Thailand · Tsjechië · Turkije · Venezuela · Verenigde Staten · Wit-Rusland · Zuid-Afrika · Zuid-Korea · Zweden · Zwitserland